# فندق بارون

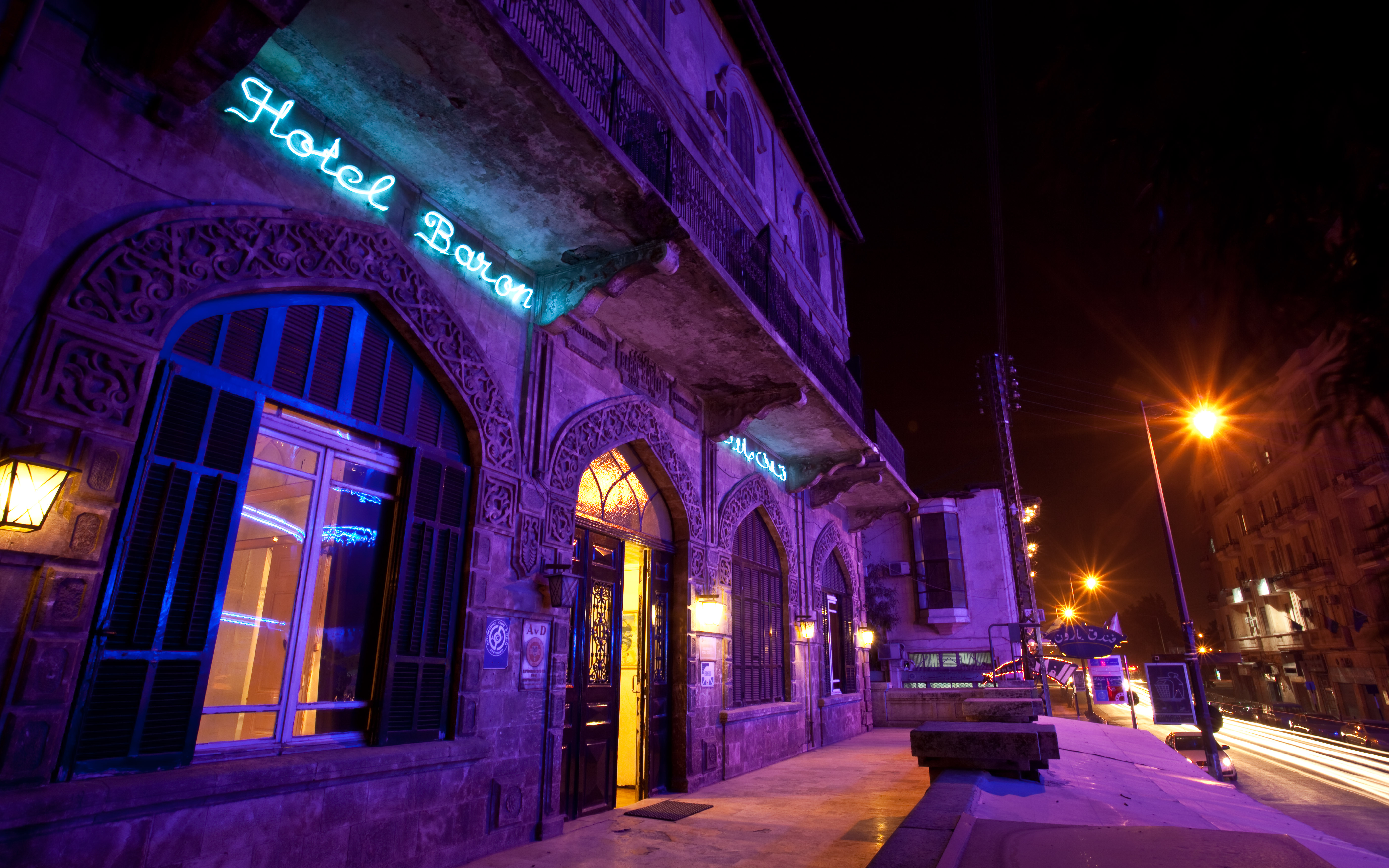
الفندق في المساء

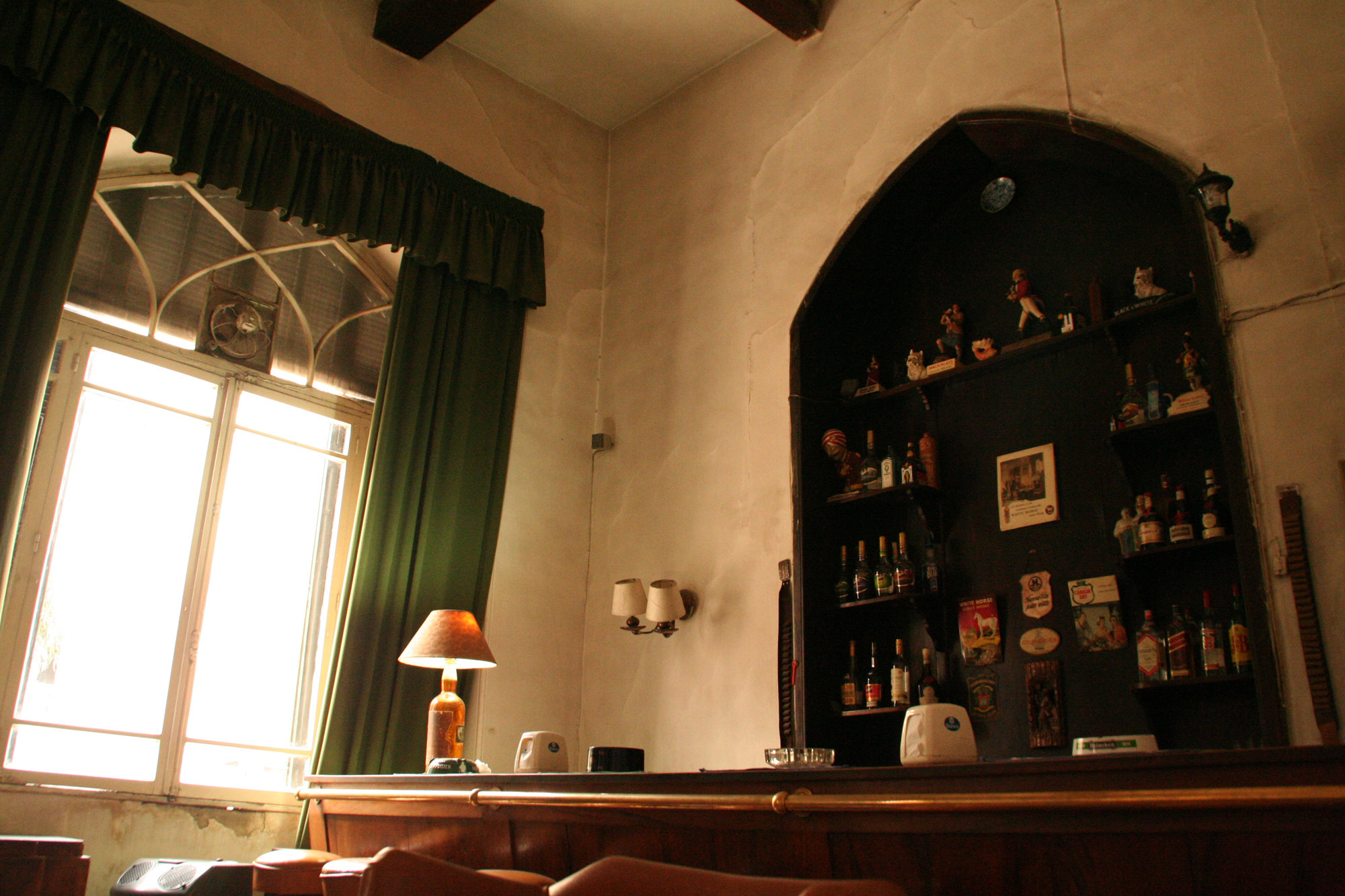
بار الفندق

فندق بارون (بالفرنسية: LE BARON) هو فندق تاريخي عريق في مدينة حلب في سورية، قرب متحف حلب الوطني. يزيد عمره عن قرن من الزمان.

## التاريخ
تم إنشاء فندق «بارون» المؤلف من طابقين يحتويان على /31 /غرفة نوم وحمامين بين عامي«/1906/و/1911/» ثم قام الأخوان مظلوميان الأرمن برفع الطابق الثالث في عام/1942/ وهو مؤلف من/17/غرفة مع حمام في كل منها.
كان اسم الشارع الذي يتواجد فيه الفندق قبل الاستقلال بشارع غورو، وبسبب دور الفندق الوطني فقد أعادت الدولة السورية تسميته بشارع بارون عام/ 1946/. وكان الشارع قبل خمسينيات القرن الماضي الشارع الأكثر نظافة وترتيباً وغنى وحركة سياحية وتجارية.
كان الفندق في السابق في منطقة تعج بالحركة والفخامة في مدينة تعد بوابة الشرق كملتقى للطرق والسياح القادمين من الشرق والغرب وخاصة من أوروبا من ملوك وملكات ورؤساء وأمراء ونبلاء، أقام في الفندق الكثير من أسر العائلات الحاكمة في أوروبا إضافةً للباشاوات وتجار الحرير والأثرياء. وكان من نزلاء الفندق أيضا قادة جيوش الألمان والأتراك في الحرب العالمية الأولى وبالعكس سكناً لجنرالات الحلفاء البريطانيين والفرنسيين والجنرالات في الحرب العالمية الثانية.

## السجل الذهبي لرواد الفندق
استقبل الفندق العديد من المشاهير والأحداث وخطط به القادة العسكريين في الحرب العالمية الأولى والثانية وعقدت فية المؤتمرات وفكر في زواياه المفكرين والقادة وغنى في قاعاته كبار المغنين والمغنيات واحتفل ورقص فيه ملوك وملكات وامراء ونبلاء أوروبا.
- ألقى الملك فيصل خطاب الاستقلال في حلب بعد الثورة العربية الكبرى من شرفة الغرفة رقم /215/
- أقام فيه الرئيس جمال عبد الناصر عند زيارته حلب بعد قيام الجمهورية العربية المتحدة
- أقام به الرئيس حافظ الأسد عندما كان وزيراً للدفاع
- في الغرفة رقم/202/ أقام لورانس العرب وما زالت الغرفة من الداخل محتفظة بأثاثها وصورة له معلقة على جدرانها...
- في الغرفة/213/ أقامت الكاتبة البوليسية الشهيرة أغاثا كريستي مع زوجها عالم ومنقب الآثار المستشرق «متر ماكس فالوين»، حيث أنجزت في هذه الغرفة بعضاً من فصول روايتها الشهيرة (جريمة في قطار الشرق السريع) في فندق بارون فقد مكثت أغاثا كريستي في الفندق فترة من الزمن حيث كان زوجها عالم الآثار ينقب عن الآثار في شمال وشرق سوريا.
- قام في الفندق أول رائد فضاء في العالم «يوري غاغارين» وأقامت فيه أيضاً رائدة الفضاء الروسية «فالنتينا تيلشكوفا».

لقد نزل في الفندق أيضاً زعيم الجمهورية الفرنسية الحرة الجنرال شارل ديغول يرافقه «الجنرال كاترو» وألقى «ديغول» خطبة من على شرفة الفندق، من النزلاء أيضاً ولي عهد ملك السويد، ومن النزلاء العرب وسعد الله الجابري والمشير الركن «عبد السلام عارف» و«مختار ولـــد دادا» رئـيـــس جمهورية موريتانيا وإبراهيم هنانو وفارس الخوري ونوري السعيد و«عباس حلمي باشا» والشيخ زايد بن سلطان آل نهيان مؤسس دولة الإمارات.
وكان من الشخصيات التي نزلت بالفندق «روبرت برايتورد» و«أندرو مور» و«باولو ماتييه» و«هيلغا سيدن»...
ومن السياسيين والعسكريين مصطفى كمال أتاتورك وشاه إيران والجنرال الألماني «ليمان فون ساندرز».

## معرض صور

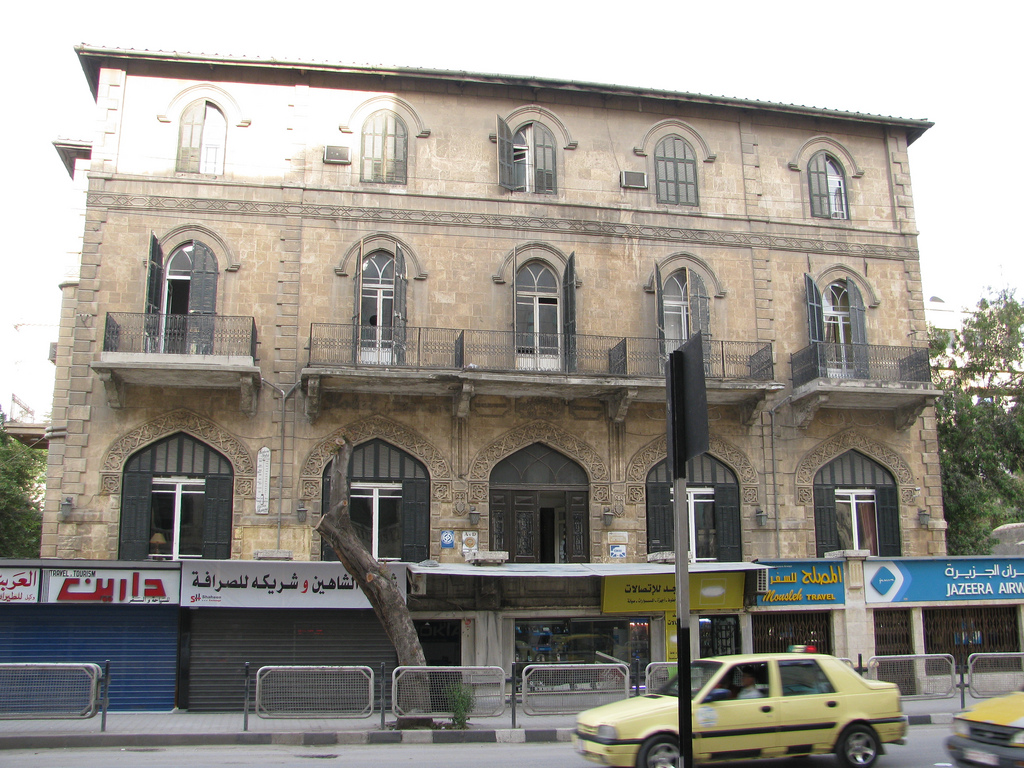
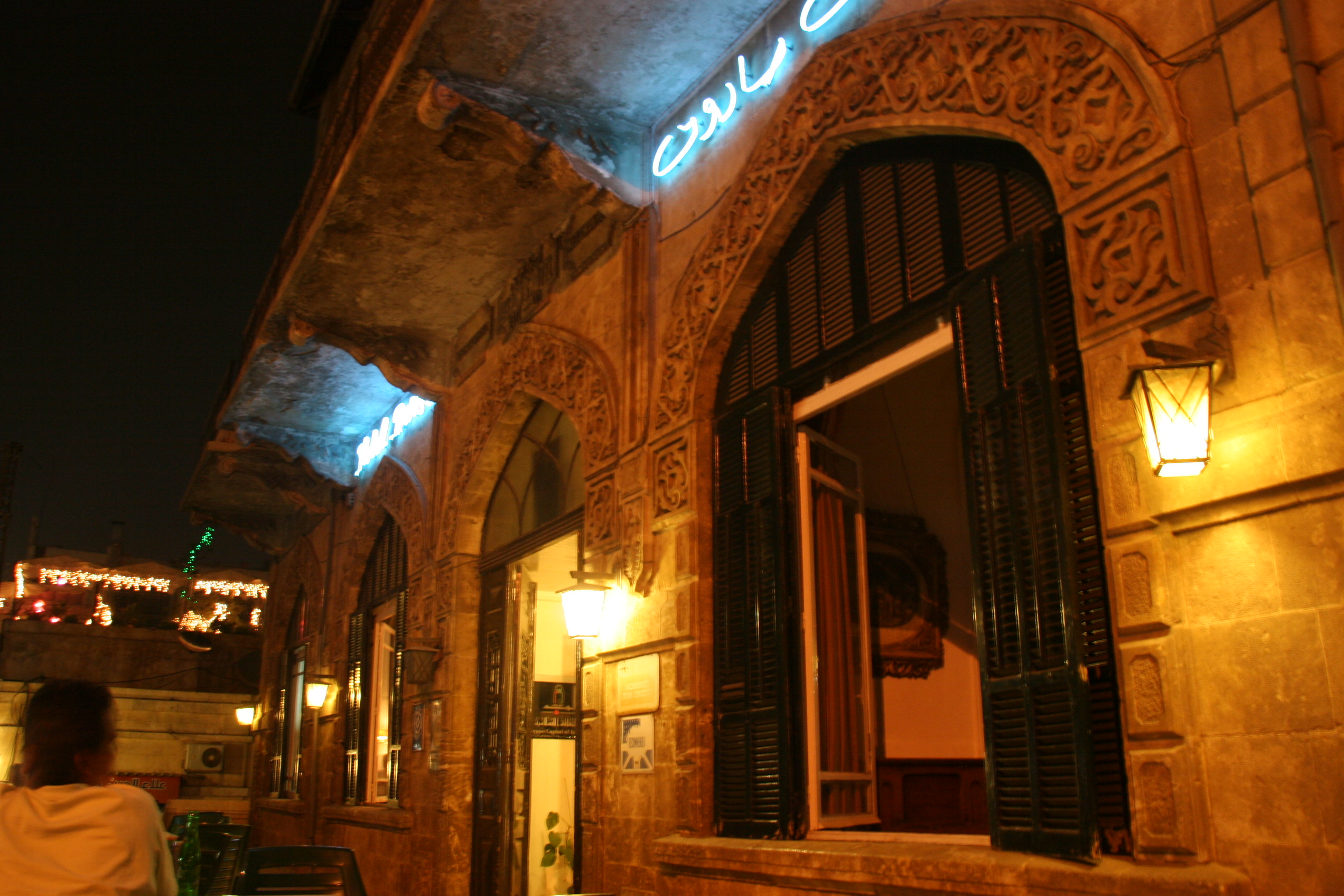
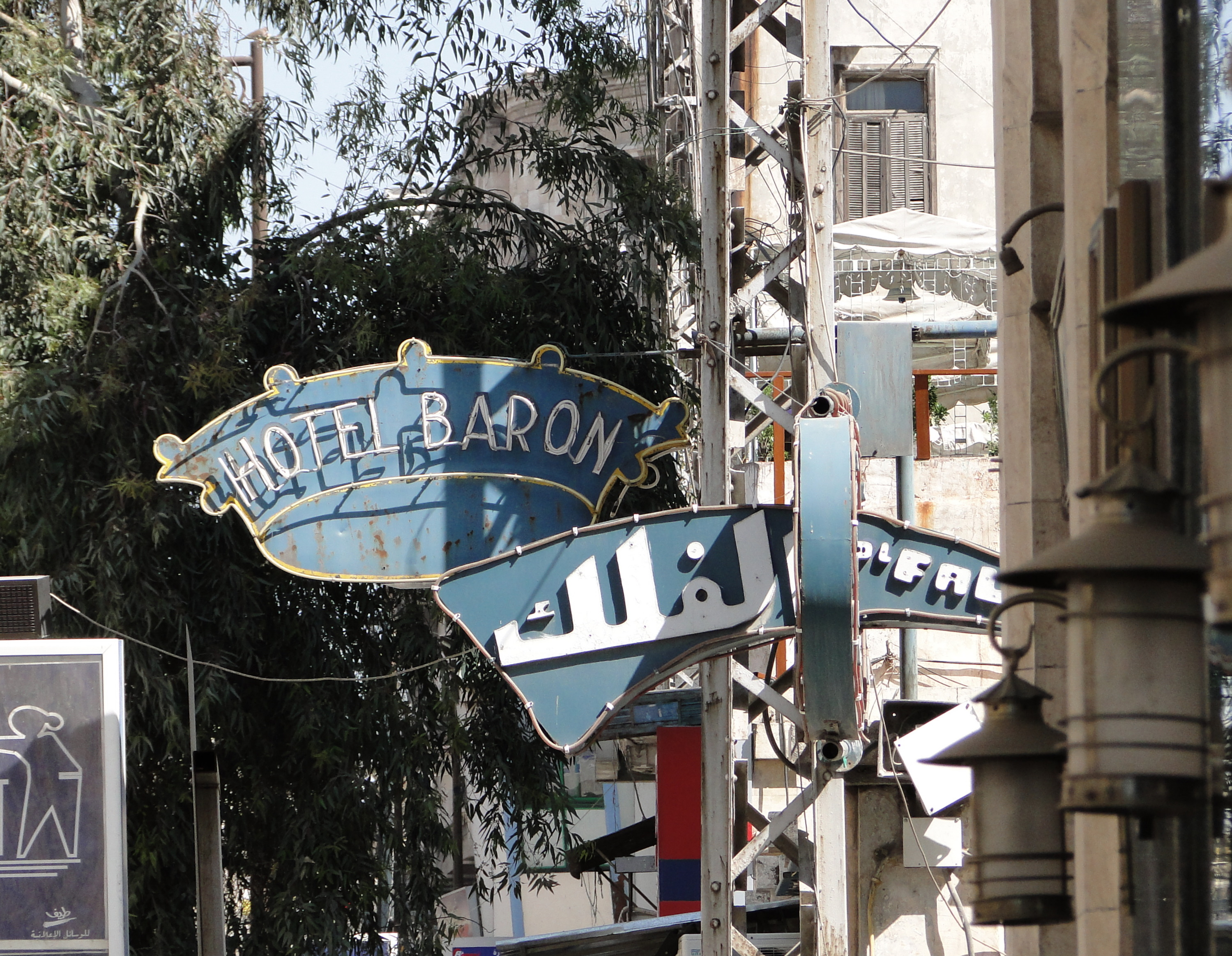
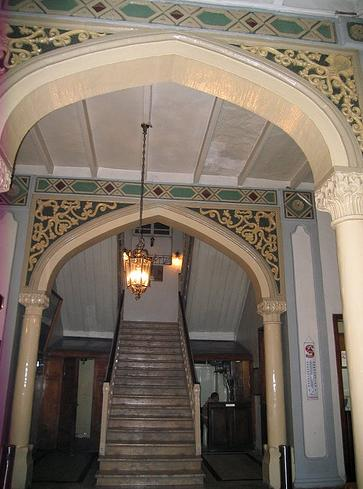
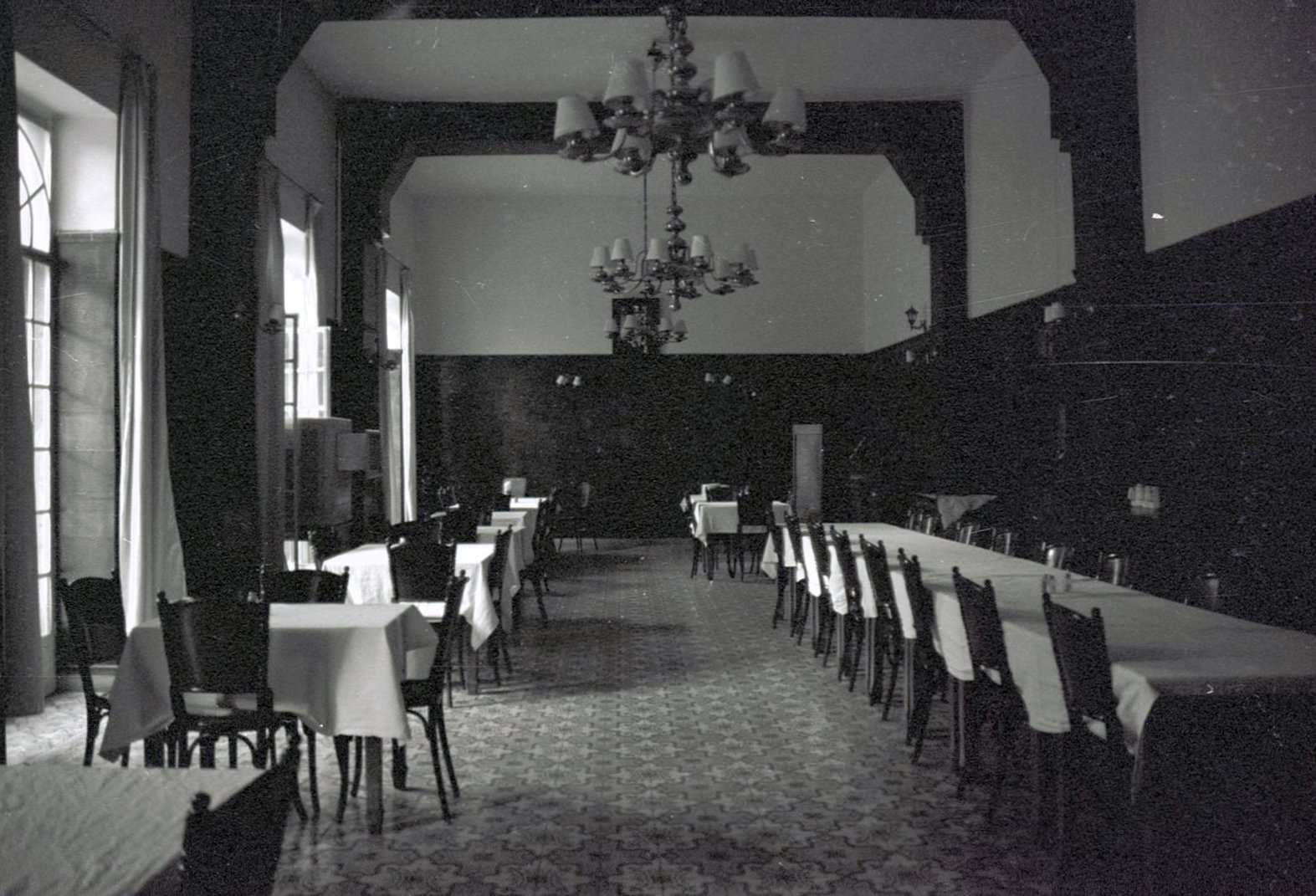